# 무사 히탐
무사 히탐(말레이어: Musa Hitam)은 말레이시아의 부총리를 지낸 정치인이다. 마하티르 빈 모하마드 전 총리의 정치적 동지이기도 했다.